# Zamarada phratra
Zamarada phratra là một loài bướm đêm trong họ Geometridae.